# Dani
Dani, także Ndani – lud papuaski żyjący w indonezyjskiej prowincji Papua. Dani są rdzenną ludnością trudno dostępnej doliny Baliem (Balim), zwanej także Wielką Doliną.
W 1954 roku do doliny Baliem dotarł pierwszy misjonarz, pochodzący z Holandii. Wcześniej byli ludem izolowanym, nieznanym światu zewnętrznemu.
W dolinie Baliem mieszka ok. 100 tys. ludzi, z czego po 20 tys. przedstawicieli ludu Dani w części dolnej i górnej doliny i 50 tys. w części środkowej. Tereny na zachód od doliny Balim zamieszkuje ok. 180 tys. przedstawicieli ludu Lani, nazywanych nieściśle „Dani Zachodnimi”.
W tradycyjnych osadach Dani zachował się silny podział na społeczność mężczyzn i kobiet. Mężczyźni i kobiety mieszkają osobno.
Zgodnie ze zwyczajem po śmierci bliskiego kobiety odcinają sobie część palca. Dawniej do tradycji Dani należało także mumifikowanie ciał zmarłych wodzów.